# Svartsengi kraftverk
Svartsengi kraftverk är ett geotermiskt kraftverk norr om Grindavík på halvön Reykjanes i sydvästra Island.
Provborrningarna i området började i 
november 1971. Man borrade tre 400 meter djupa brunnar som har levererat varmvatten till kraftverket sedan år 1976. Överskottsvattnet bildade efterhand en sjö med blått, mineralhaltigt vatten. Den så kallade Blå lagunen är i dag ett populärt spa.
Anläggningen har utökats vid flera tillfällen och sedan 2015 uppgår    effekten till 75 MW elektrisk och 190 MW termisk energi från totalt sex enheter.
Blå lagunen stängdes i november 2023 på grund av seismisk aktivitet 
och en flera meter hög skyddsvall byggdes runt kraftverket för att förhindra lava från ett befarat   vulkanutbrott från att nå verket.